# Pabellón Gradski vrt
El pabellón Gradski vrt (en croata: Dvorana Gradski vrt) es un pabellón deportivo en la ciudad de Osijek, Croacia. El complejo se utiliza sobre todo para los partidos de balonmano, baloncesto o voleibol. El complejo cuenta con 7 salas principales (dos de ellas con asientos para espectadores, una más grande con capacidad de 3538, y una más pequeña que recibe 1448), hay dos salas más pequeñas para el entrenamiento deportivo de lucha. También contiene el complejo principal de atletismo bajo techo en Croacia. Fue utilizado como una de las sedes durante el Campeonato Mundial de Balonmano Masculino de 2009.